# Fillmore County (Nebraska)
Fillmore County is een county in de Amerikaanse staat Nebraska.
De county heeft een landoppervlakte van 1.493 km² en telt 6.634 inwoners (volkstelling 2000). De hoofdplaats is Geneva.

## Bevolkingsontwikkeling

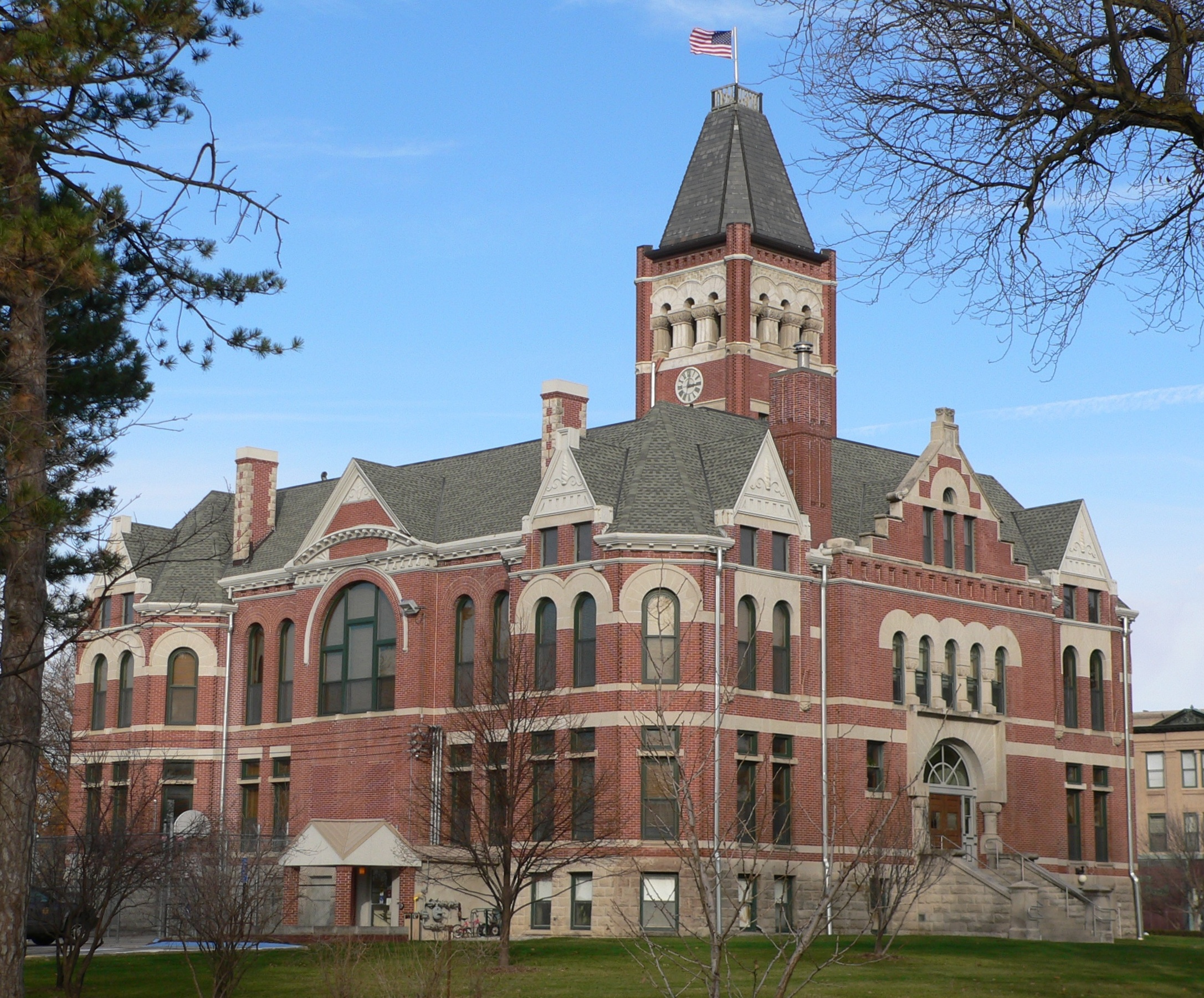
Fillmore County Courthouse